# Кліматична безпека

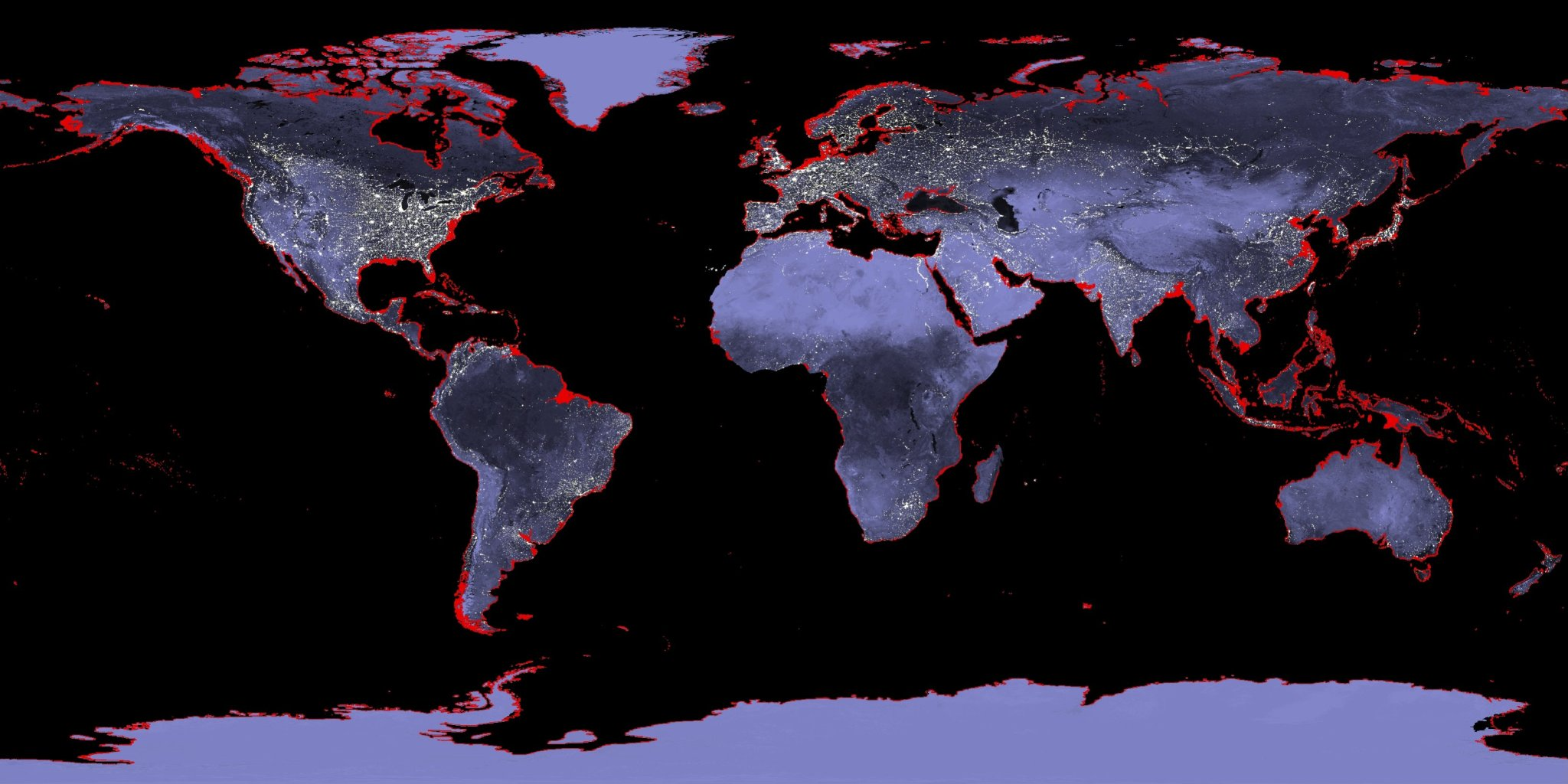
Карта Землі з шестиметровим підняттям рівня моря представлена червоним кольором (рівномірний розподіл, фактичне підвищення рівня моря буде змінюватися в регіональному розрізі). Гарячі точки можуть зростати в 3-4 рази швидше, порівняно з середньосвітовими показниками, наприклад, прогнозованими для частин східного узбережжя США.

Кліматична безпека описує серйозні загрози безпеці людей, екосистем і процвітання країн, внаслідок потепління клімату, і кліматичних заходів щодо адаптації та пом'якшення наслідків.

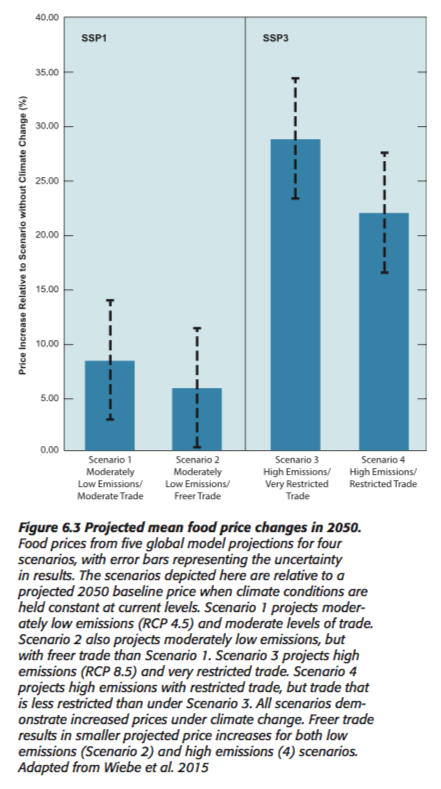
USDA, прогнозується зміна цін на продукти харчування, залежно від сценаріїв та обсягу викидів, а також факторингової торгівлі

## Розвиток подій
Протягом 70-х і 80-х років консультативна група Джейсона, яка займалася питаннями безпеки, проводила дослідження з питань зміни клімату. Зміна клімату була визначена як множник загроз, посилюючий існуючі загрози. Мета-аналіз, проведений у 2013 році з 60 попередніх досліджень та 45 наборів даних, показав, що «зміна клімату посилює стреси природних ресурсів таким чином, що збільшує ймовірність руйнування життєдіяльності, нестабільності держави, переміщення людей та масової смерті». У звіті 2014 року Військової консультативної ради CNA «Національна безпека та ризики зміни клімату» було переглянуто вплив зміни клімату на національну безпеку США. Звіт прийшов до висновку, що зміна клімату є зростаючою загрозою безпеки.
У звіті Оборони (Quadrennial Defense Review- QDR) 2014 року, Пентагон заявив: «QDR встановить довгостроковий курс для Міністерства Оборони США, оскільки він оцінює загрози та виклики, з якими стикається країна, і переглядає стратегії, можливості та сили Міністерства Оборони США для вирішення сьогоднішніх конфліктів і загроз завтрашнього дня.»
«The QDR will set a long-term course for United States Department of Defense as it assesses the threats and challenges that the nation faces and re-balances DOD's strategies, capabilities, and forces to address today's conflicts and tomorrow's threats.»
«Зміна клімату є ще одним важливим викликом для Сполучених Штатів і світу в цілому. Зі збільшенням викидів парникових газів, рівень моря, інструментальний температурний рекорд, середня глобальна температура та ефекти глобального потепління на людей зростають. Ці зміни в поєднанні з іншою глобальною динамікою, включаючи зростання населення, урбанізацію, розвиток заможнего населення та істотне економічне зростання в Індії, Китаї, Бразилії та інших країнах, зруйнують будинки, землю та інфраструктуру. Зміна клімату може посилити дефіцит води і призвести до різкого зростання витрат на продукти харчування. Тиск, викликаний зміною клімату, вплине на конкуренцію за рахунок ресурсів, надаючи додаткове навантаження на економіку, суспільство та установи управління в усьому світі. Такими наслідками є мультиплікатори загроз, які посилять стресові ситуації за кордоном, а саме бідність, деградація навколишнього середовища, політична нестабільність і соціальна напруженість — умови, які можуть забезпечити терористичну діяльність та інші форми насильства.»
«Climate change poses another significant challenge for the United States and the world at large. As greenhouse gas emissions increase, sea level rise|sea levels are rising, Instrumental temperature record|average global temperatures are increasing, and Effects of global warming on humans Extreme weather events severe weather patterns are accelerating. These changes, coupled with other global dynamics, including growing, urbanizing, more affluent populations, and substantial economic growth in India, China, Brazil, and other nations, will devastate homes, land, and infrastructure. Climate change may exacerbate water scarcity and lead to sharp increases in food costs. The pressures caused by climate change will influence resource competition while placing additional burdens on economies, societies, and governance institutions around the world. These effects are threat multipliers that will aggravate stressors abroad such as poverty, environmental degradation, political instability, and social tensions — conditions that can enable terrorist activity and other forms of violence.»
У доповіді 2015 року, опублікованому Білим домом, встановлено, що зміна клімату ставить під загрозу ризик для прибережних районів, що зміни Арктики становить ризик для інших частин країни, інфраструктури і підвищує вимоги до військових ресурсів. У 2015 році НАТО заявило, що зміна клімату є серйозною загрозою безпеці і «її вплив вже відчувається».
Звіт про Глобальні Ризики (Global Risks Report) 2016 року Всесвітнього економічного форуму прийшов до висновку, що примусова міграція та зміна клімату є найбільшими ризиками для світової економіки.
У 2016 році Директор Національної розвідки Джеймс Клаппер зазначив:
«Непередбачувана нестабільність стала „новою нормою“, і ця тенденція продовжуватиметься в осяжному майбутньому… Екстремальні погодні умови, зміна клімату, деградація навколишнього середовища, зростаючий попит на продукти харчування та воду, погані політичні рішення та недостатня інфраструктура збільшать цю нестабільність.»
"Unpredictable instability has become the "new normal, « and this trend will continue for the foreseeable future…Extreme weather, climate change, environmental degradation, rising demand for food and water, poor policy decisions and inadequate infrastructure will magnify this instability.»
Індекс глобальної безпеки оборони щодо зміни клімату оцінює масштаби діяльності урядів, які розглядають питання зміни клімату як питання національної безпеки.
У доповіді Пентагону за 2015 рік вказано, як заперечення клімату загрожує національній безпеці. У рамках Закону США про національну оборону США Конгрес США попросив Міністерство оборони скласти звіт з питань клімату. Звіт був опублікований у 2019 році і зазначає, що «наслідки зміни клімату — це питання національної безпеки з потенційним впливом на місії Міністерства оборони (Міністерства оборони або Департаменту), оперативних планів і установок». «The effects of a changing climate are a national security issue with potential impacts to Department of Defense (DoD or the Department) missions, operational plans, and installations.»
Звіт про глобальні катастрофічні ризики 2017 року, виданий Шведським фондом глобальних викликів, підкреслив широкий спектр питань, пов'язаних із безпекою, серед яких зміни клімату, і зробив висновок, що глобальне потепління має високу ймовірність припинення цивілізації.
У звіті про оцінку загроз у світі за 2018 рік зазначено:
«Останні 115 років були найтеплішим періодом в історії сучасної цивілізації, і останні кілька років були найтеплішими роками. Екстремальні погодні події в більш теплих регіонах мають потенціал для більшого впливу і можуть поєднатися з іншими драйверами, щоб підвищити ризик гуманітарних катастроф, конфліктів, нестачі води та голоду, міграції людей, нестачі робочої сили, цінових шоків і відключень електроенергії. Дослідження не виявили показників переломних моментів у кліматичних системах Землі, що свідчить про можливість різкої зміни клімату.»
«The past 115 years have been the warmest period in the history of modern civilization, and the past few years have been the warmest years on record. Extreme weather events in a warmer world have the potential for greater impacts and can compound with other drivers to raise the risk of humanitarian disasters, conflict, water and Famine food shortages, human migration, labor shortfalls, price shocks, and power outages. Research has not identified indicators of tipping points in climate-linked Earth systems, suggesting a possibility of abrupt climate change.»
Звіт про глобальні ризики 2019 року Всесвітнього економічного форуму відмітив зміни клімату серед найбільш актуальних питань. У рамках доповіді в ході опитування наведено екстремальні погодні умови, відсутність кліматичних заходів до запобіганню наслідків та природні катастрофи як основні три проблеми.

## Зміна клімату
Доповідь у 2003 році Петром Шварцем і Дугом Рендалом, розглянула можливі наслідки від кліматичних сценаріїв на національну безпеку Сполучених Штатів, що дійшло до висновку: "Ми створили сценарій зміни клімату, який, хоча і не є найбільш імовірним, але буде оскаржувати національну безпеку Сполучених Штатів у спосіб, який слід розглядати негайно. Серед висновків: «Існує ймовірність того, що поступове глобальне потепління може призвести до відносно різкого уповільнення термохалинного конвеєра океану, що може призвести до більш суворих зимових погодних умов, різкого зниження вологості ґрунту і більш інтенсивних вітрів у певних регіонах, які зараз забезпечують значну частку Світового виробництва продуктів харчування. При недостатній підготовці, результат може стати значним падінням людської спроможності та несучої здатності навколишнього середовища Землі.»
«There is a possibility that this gradual global warming could lead to a relatively abrupt slowing of the ocean's thermohaline conveyor, which could lead to harsher winter weather conditions, sharply reduced soil moisture, and more intense winds in certain regions that currently provide a significant fraction of the world's food production. With inadequate preparation, the result could be a significant drop in the human carrying capacity of the Earth's environment.»
Дослідники, що вивчають стародавні кліматичні закономірності (палеокліматологія), відзначені в дослідженні 2007 року: «Ми показуємо, що довгострокові коливання частоти війни і змін населення слідували за циклами зміни температури. Подальші аналізи показують, що охолодження перешкоджало сільськогосподарському виробництву, що призвело до низки серйозних соціальних проблем, включаючи інфляцію цін, потім послідовно спалах війни, голод і скорочення населення.»
«We show that long-term fluctuations of war frequency and population changes followed the cycles of temperature change. Further analyses show that cooling impeded agricultural production, which brought about a series of serious social problems, including price inflation, then successively war outbreak, famine, and population decline.»
Огляд 2013 року Національної дослідницької ради США оцінив наслідки різкого зміну клімату, включаючи наслідки для фізичної кліматичної системи, природних систем або систем людини. Автори відзначили: «Ключовою характеристикою цих змін є те, що вони можуть прийти швидше, ніж очікувалося, є заплановано або передбачено бюджетом, змушуючи більш реактивні, ніж проактивні, способи поведінки».
«A key characteristic of these changes is that they can come faster than expected, planned, or budgeted for, forcing more reactive, rather than proactive, modes of behavior.»
Мета-дослідження 2018 року посилалося на каскадні елементи перекидання, які могли б спровокувати самопідсилення зворотних зв'язків, що прогресують навіть тоді, коли скорочуються викиди, створені людиною, і які можуть врешті-решт створити новий тепличний стан клімату. Автори зазначали, що «якщо поріг буде перетнутим, то виникша траєкторія, ймовірно, спричинить серйозні порушення екосистем, суспільства та економіки.»

### Здоров'я
Дослідження ідентифікували поглинання смертності внаслідок екстремальних теплових хвиль. Екстремальні теплові умови можуть подолати людський потенціал для терморегулювання, майбутні сценарії з зростанням викидів можуть підвергати близько 74 % населення світу на принаймні двадцять днів на рік на смертельну спеку.

### Психологічні впливи
У статті 2011 року в American Psychologist визначено три класи психологічних впливів від глобальної зміни клімату:
- Прямі — «Гострі або травматичні наслідки екстремальних погодних явищ та зміни навколишнього середовища»
- Непрямі — «Загрози емоційному добробуту, засновані на спостереженні впливів і занепокоєнні або невизначеності щодо майбутніх ризиків»
- Психосоціальні — «Хронічні соціальні та громадські наслідки тепла, посухи, міграції, конфліктів, пов'язаних з кліматом, і врегулювання після катастрофи»

Наслідки психосоціального впливу, викликані зміною клімату, включають: збільшення насильства, міжгруповий конфлікт, переміщення та переселення та соціально-економічні відмінності. Виходячи з досліджень, існує причинно-наслідковий зв'язок між теплом і насильством і що будь-яке збільшення середньої глобальної температури, ймовірно, супроводжується збільшенням насильницької агресії. На основі перегляду 60 досліджень з питань зміни клімату та конфліктів, крім більш високих температур, більш екстремальні опади можуть збільшити міжособистісне насильство на 4 %, а конфлікт між групами — на 14 % (середні оцінки). Конфлікти в Нігерії, Малі, Судані та інших країнах у регіоні Сахель загострилися через зміну клімату.
Експерти запропонували посилання на зміну клімату в кількох великих конфліктах:
- Війна в Дарфурі, де тривала посуха заохочувала конфлікт між пастухами і фермерами[28][29][30]
- Сирійська громадянська війна, якій сприяла переміщенню 1,5 мільйона людей внаслідок індукованих посухою посівів та поразки худоби[31][32]
- Ісламістські повстанці в Нігерії, які експлуатували нестачу природних ресурсів для підживлення антиурядових настроїв[33]
- Громадянська війна в Сомалі, де посухи та надзвичайно високі температури були пов'язані з насильством[34]

## Адаптація

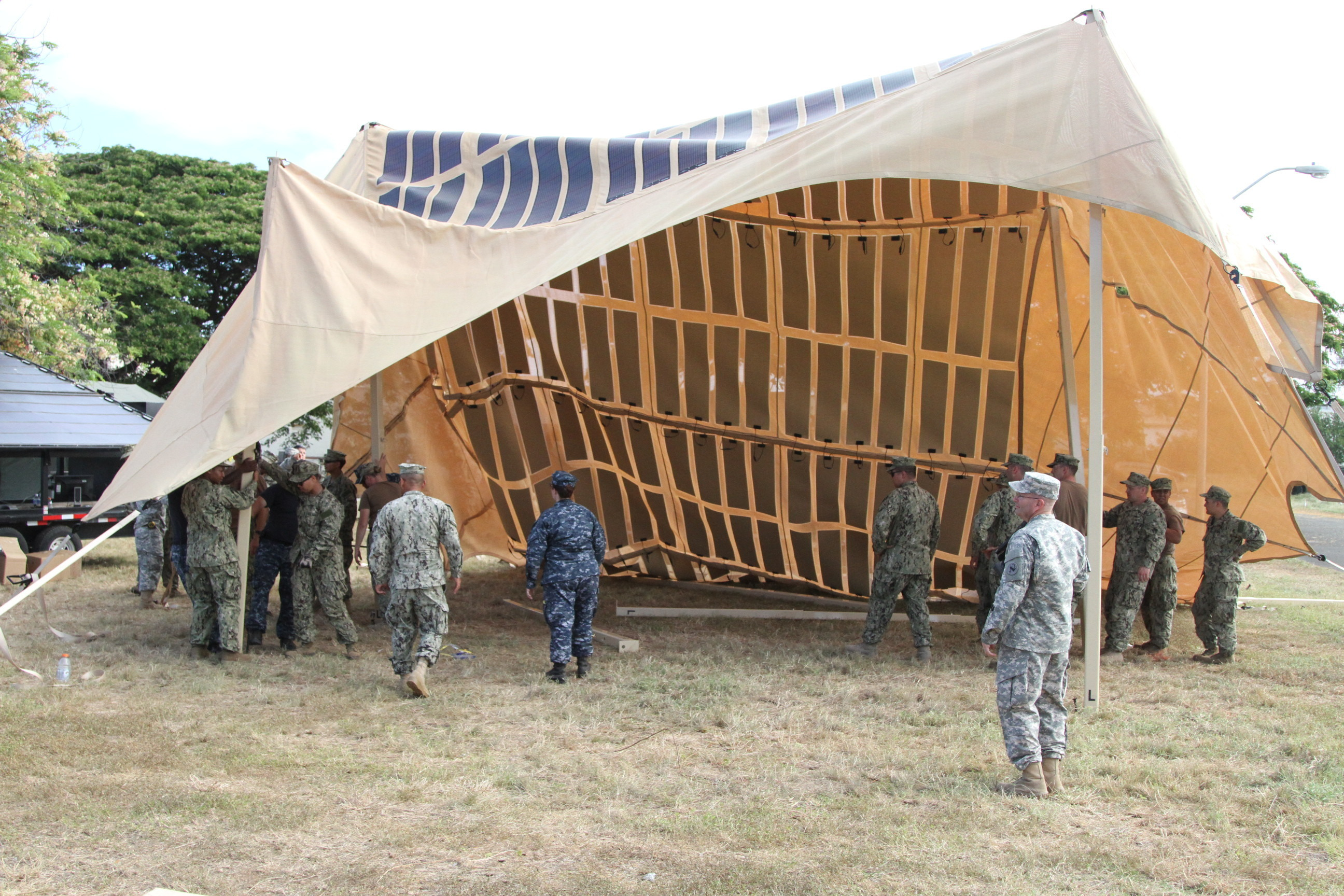
Налаштування навісу сонячної тіні для гуманітарної допомоги та допомоги при стихійних лихах. Сонячна тінь має потенціал для забезпечення достатньої енергії для безперервного 24-годинного використання.

### Енергія
Принаймні з 2010 року американські військові почали агресивно розвивати, оцінювати та розгортати поновлювані джерела енергії для зменшення необхідності транспортування викопного палива. Базуючись на річному звіті НАТО від 2015 року, Альянс планує інвестувати у відновлювані джерела енергії та енергоефективність для зменшення ризиків для солдатів, що пояснює вплив змін клімату на безпеку.

### У політиці
Барак Обама охарактеризував глобальну угоду після конференції ООН з питань зміни клімату 2015 року як питання національної безпеки. Під час президентських виборів у США 2016 року Берні Сандерс зробив тему центральною частиною його кампанії. На початку 2017 року міністр оборони США Джеймс Меттіс заявив, що скорочення бюджету заважатиме здатності контролювати вплив зміни клімату, і зазначив, що «зміна клімату — це виклик, який вимагає більш широкого відповіді від уряду.» («..climate change is a challenge that requires a broader, whole-of government response.»)

## Дискурс
Багато частин урядів або державних лідерів визнають зміну клімату проблемою національної безпеки:

### ООН
Рада Безпеки ООН вперше обговорила питання кліматичної безпеки та енергетики у 2007 році та у 2011 році опублікувала заяву Президента, в якій висловила стурбованість можливими негативними наслідками зміни клімату у сфері безпеки. Було проведено низку неформальних зустрічей Arria-Formula з питань, пов'язаних зі зміною клімату. У липні 2018 року Швеція [Архівовано 2 травня 2019 у Wayback Machine.] ініціювала дебати з питань клімату та безпеки [Архівовано 2 травня 2019 у Wayback Machine.] в Раді Безпеки ООН. Підтримуваний план дій ООН, спрямований на вирішення найбільших викликів людства, які оцінювалися під час десятирічних Самітів Землі — Порядок денний 21 та Глобальні цілі, — вирішити це питання, присвятивши йому глобальну мету: «Мета 13: кліматичні дії».

### Європейський союз
«Висновки Європейської ради щодо кліматичної дипломатії .. про те, що зміна клімату є вирішальним глобальним викликом, який, якщо його не вдасться управляти терміново, поставить під загрозу … мир, стабільність і безпеку». У 2014 році Девід Кемерон зазначив, що «зміна клімату є однією з найсерйозніших загроз, що стоять перед нашим світом», Стаття 2018 року у Великій Британії The Independent стверджує, що адміністрація Трампа США «ставить під загрозу національну безпеку Великої Британії» згідно понад 100 науковців з питань клімату. Аналітичний центр «Розвідка про європейські пенсії та інституційні інвестиції» опублікував звіт 2018 року з ключовим пунктом: «Зміна клімату є екзистенційним ризиком, ліквідація якого повинна стати корпоративною метою».

### США
Барак Обама заявив в 2015 році, «Зміна клімату є питанням національної безпеки» У тому ж році колишній держсекретар США оборони, Чак Хейгл згадав, «Зміна клімату є проблемою національної безпеки» У 2017 році адміністрація Трампа виключила питання зміни клімату з стратегії національної безпеки. У січні 2019 р. Пентагон опублікував звіт, в якому зазначається, що зміна клімату є загрозою для національної безпеки США
Одним з перших досягнень адміністрації президента США Джо Байдена стало те, що після чотирирічної перерви Сполучені Штати повернулися до кліматичного договору, який було підписано в Парижі 2015 року, претендуючи на роль світового лідера у боротьбі проти змін клімату. У своєму виступі під час проведення 22-23 квітня 2021 р. організованого за його ініціативою глобального онлайн-саміту з питань клімату. президент США Джо Байден, зокрема наголосив на тому, що «науку спростувати неможливо», і це 10-річчя є вирішальним для того, щоб уникнути найбільш негативних наслідків кліматичної кризи і забезпечити стійке майбутнє для людства. За його словами, США вдаються до дій і не лише федерального уряду але й штатів, міст, великого і малого бізнесу, направлених на «розбудову економіки не лише кращої, але й здоровішої та зеленішої», що мають забезпечити зменшення обсягів викидів парникових газів наполовину. Президент США також наголосив на важливості глобальної взаємодії задля подолання наслідків зміни клімату та закликав дивитися на боротьбу зі змінами клімату як на нові економічні можливості. За його словами, кожна країна має поставити кліматичні цілі, які створять нові робочі місця та забезпечать здоровий розвиток економіки. «У нас вибору немає, ми маємо діяти… Світ залежить від нас, ми маємо просто зараз вдатися до рішучих дій для того, щоб створити краще майбутнє», — підкреслив у своєму виступі ініціатор саміту президент США Джо Байден.

### Австралія
У 2018 році опублікований звіт австралійського Сенату відзначив, що "зміна клімату визначається як нинішній і екзистенціальний ризик національної безпеки … як таке, що загрожує передчасному згасанню на Землі розумного життя, або постійним і різким руйнуванням його потенціалу для бажаного подальшого розвитку. "

### Знаменитості
У 2014 році Леонардо Ді Капріо заявив під час конференції Організації Об'єднаних Націй: "Настав час відповісти на найбільший виклик нашого існування на цій планеті. Ви можете зробити історію або бути приниженими нею. На конференції з безпеки 2015 року Арнольд Шварценеггер назвав питанням клімату питання нашого часу.

### Коментар
Блог Корпорації RAND відзначив у 2015 році: "Зміна клімату може вплинути на конфлікт у всьому світі невизначеними та складними способами, хоча ми не можемо встановити величину причинно-наслідкового зв'язку з упевненістю. Крім того, існують невирішені гіпотези про непрямі зв'язки клімату та безпеки, такі як дестабілізація " Вчений-клімат Майкл Е. Манн заявив у своєму коментарі до глобальної теплової хвилі 2018 року, що зміна клімату є кошмаром національної безпеки.

## Фільми
Документальний фільм «Carbon Nation» за 2010 рік досліджує рішення щодо зміни клімату. Guardian відзначив Carbon Nation : «Повідомлення про те, що добре для клімату це також добре для економіки, для національної безпеки, для здоров'я, для природи — і для Америки». Документальний фільм «Тягар» («The Burden») виступає за перехід від споживання викопного палива до чистої енергії з військової точки зору. Боб Інгліс процитував: "Я бачу неймовірні можливості… Ми покращуємо нашу національну безпеку. Ми створюємо робочі місця і очищаємо повітря "